# Юшо
Юшо (фр. Uchaux) — коммуна во французском департаменте Воклюз региона Прованс — Альпы — Лазурный Берег. Относится к кантону Оранж-Эст.

## Географическое положение

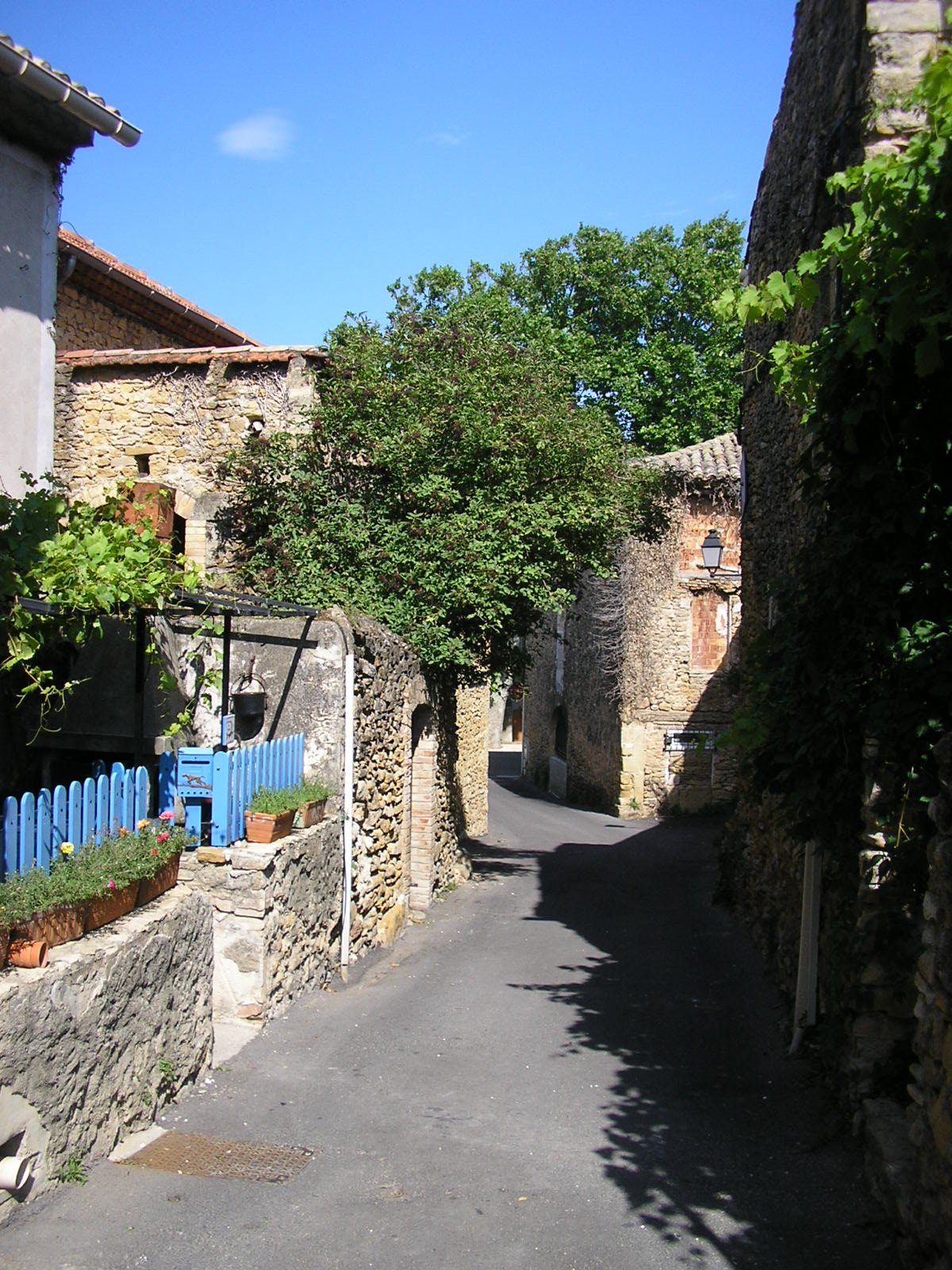
Улица в Юшо.

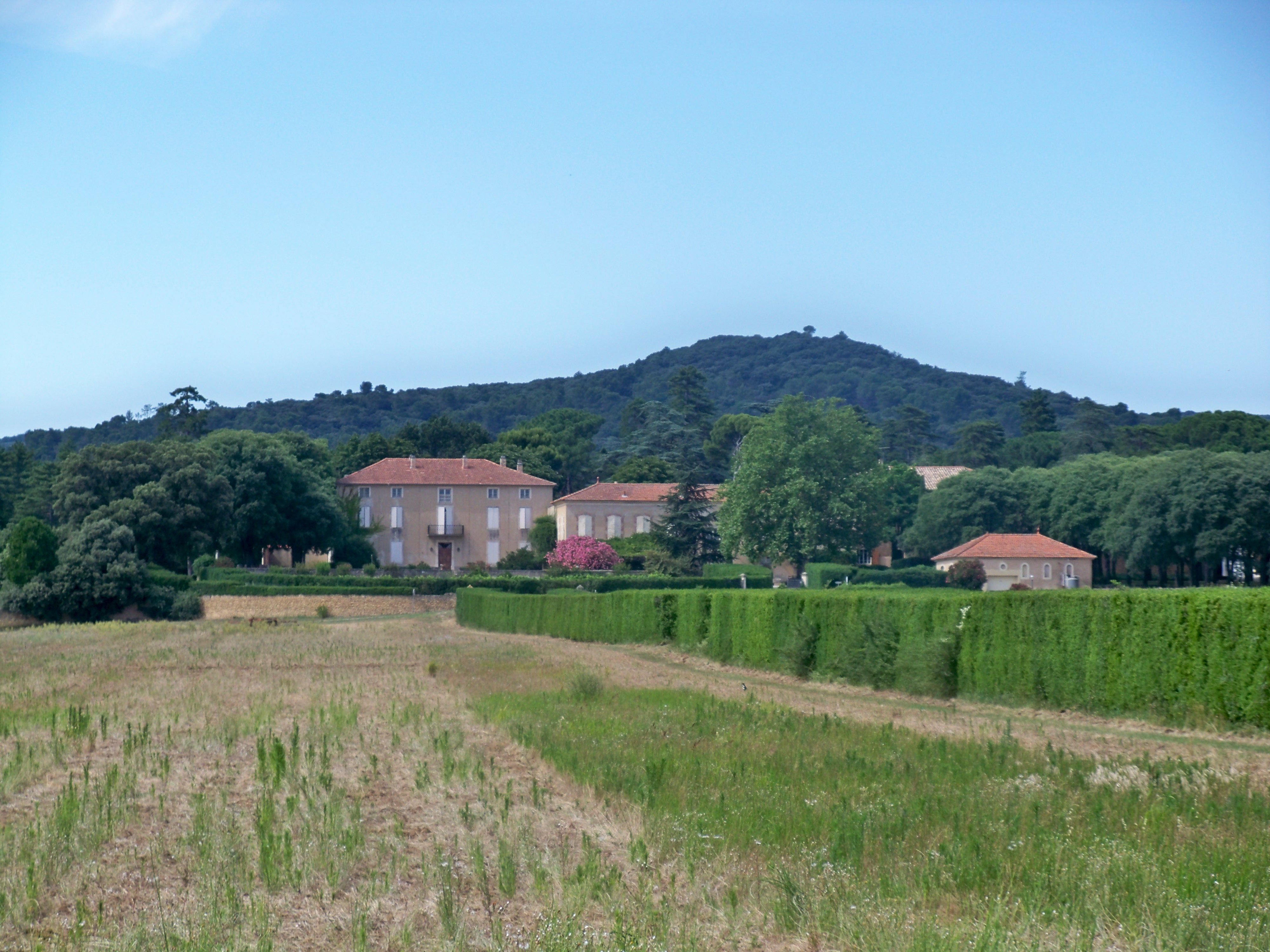
Замок д’Юшо в Кастелласе.

Юшо расположен в 26 км к северу от Авиньона. Соседние коммуны: Рошгюд на севере, Лагард-Пареоль на северо-востоке, Сериньян-дю-Конта на юго-востоке, Пьолан на юго-западе, Морнас на западе, Мондрагон на северо-западе.

## Демография
Население коммуны на 2010 год составляло 1386 человек.
| 1962 | 1968 | 1975 | 1982 | 1990 | 1999 | 2010 |
| ---- | ---- | ---- | ---- | ---- | ---- | ---- |
| 336  | 382  | 460  | 630  | 1322 | 1464 | 1386 |

## Достопримечательности
- Музей Натюроптер Жана Анри Фабра между Юшо и Сериньян-дю-Конта, включает ботанический сад, инсектарий и рисунки Фабра.
- Замок д’Юшо в Кастеллас.
- Замок Сент-Эстев.
- Церковь Сен-Мишель в Кастелласе, впервые упоминается в 1128 году.